# Briefmarken-Jahrgang 1958 der Deutschen Bundespost
Der Briefmarken-Jahrgang 1958 der Deutschen Bundespost umfasste 20 Sondermarken und eine einzelne Dauermarke, welche bereits 1955, jedoch mit einem anderen Wasserzeichen, ausgegeben worden war. Einige der Sondermarken wurden auch von der Oberpostdirektion des Saarlandes mit gleichen Motiven, jedoch mit dem Zusatz Saarland und in der Währung Franc emittiert.

## Liste der Ausgaben und Motive
Legende
- Bild: Eine bearbeitete Abbildung der genannten Marke. Das Verhältnis der Größe der Briefmarken zueinander ist in diesem Artikel annähernd maßstabsgerecht dargestellt. Sollten keine Marken abgebildet sein, liegt es daran, dass das Urheberrecht des Künstlers noch nicht erloschen ist.
- Beschreibung: Eine Kurzbeschreibung des Motivs und/oder des Ausgabegrundes. Bei ausgegebenen Serien oder Blocks werden die zusammengehörigen Beschreibungen mit einer Markierung versehen eingerückt.
- Wert: Der Frankaturwert der einzelnen Marke in Pfennig. Ein „+“ bedeutet, dass es sich um eine Zuschlagsmarke handelt (= Frankaturwert + Spende).
- Ausgabedatum: Das Datum des erstmaligen Verkaufs dieser Briefmarke.
- Gültig bis: Das Datum, an dem die Gültigkeit endete.
- Auflage: Soweit bekannt, wird hier die zum Verkauf angebotene Anzahl dieser Ausgabe angegeben.
- Entwurf: Soweit bekannt, wird hier angegeben, von wem der Entwurf dieser Marke stammt.
- Mi.-Nr.: Diese Briefmarke wird im Michel-Katalog unter der entsprechenden Nummer gelistet.

| Sondermarken | |                  |                       |                   |             |                      |       |
| Bild         | Beschreibung | Werte in Pfennig | Ausgabe- datum (1958) | gültig bis        | Auflage     | Entwurf              | MiNr. |
|              | 50. Todestag von Wilhelm Busch (1832–1908) - Max und Moritz, die wohl bekanntesten Figuren, die Wilhelm Busch geschaffen hat | 10               | 9. Januar             | 31. Dezember 1959 | 20.000.000  | Michel + Kieser      | 281   |
|              | - Selbstporträt von Wilhelm Busch (1832–1908), Dichter und Zeichner | 20               | 9. Januar             | 31. Dezember 1959 | 20.000.000  | Michel + Kieser      | 282   |
|              | Waldbrandverhütung Verkohlte Baumstümpfe nach einem Waldbrand | 20               | 5. März               | 31. Dezember 1959 | 20.000.000  | Herbert Kern         | 283   |
|              | 100. Geburtstag von Rudolf Diesel (1858–1913) Ingenieur und der Erfinder des Dieselmotors | 10               | 18. März              | 31. Dezember 1959 | 20.000.000  | Hermann Schardt      | 284   |
|              | Jugendmarken mit Zuschlag, Kinderlieder - Fuchs, du hast die Gans gestohlen | 10+5             | 1. April              | 31. Dezember 1959 | 4.000.000   | Ernst Göhlert        | 286   |
|              | - Ein Jäger aus Kurpfalz | 20+10            | 1. April              | 31. Dezember 1959 | 4.000.000   | Ernst Göhlert        | 287   |
|              | 100 Jahre Zoologischer Garten Frankfurt Giraffe und Löwe im Zoo | 10               | 7. Mai                | 31. Dezember 1959 | 5.300.000   | A. und G. Haller     | 288   |
|              | 800 Jahre München Ausschnitt aus einer alten Stadtansicht der Bayerischen Hauptstadt | 20               | 22. Mai               | 31. Dezember 1959 | 20.000.000  | Eduard Ege           | 289   |
|              | 1000 Jahre Hauptmarkt von Trier Marktplatz in alter Stadtansicht | 20               | 3. Juni               | 31. Dezember 1959 | 20.000.000  | Herbert Stelzer      | 290   |
|              | 10 Jahre Deutsche Mark Revers (hier: Bundeswappen) des 1951 und von 1956 bis 1974 geprägten 5-Mark-Stücks in Silber | 20               | 20. Juni              | 31. Dezember 1959 | 20.000.000  | Kühlborn             | 291   |
|              | 150 Jahre Deutsche Turnerbewegung Eichenblatt mit Turnerkreuz | 10               | 21. Juli              | 31. Dezember 1960 | 20.000.000  | Ernst Göhlert        | 292   |
|              | 150. Geburtstag von Hermann Schulze-Delitzsch (1808–1883) Begründer des deutschen Genossenschaftswesens und Politiker | 10               | 29. August            | 31. Dezember 1960 | 20.000.000  | Hermann Eidenbenz    | 293   |
|              | Europamarke Serie 1957 1957 war die Serie ohne Wasserzeichen ausgegeben worden. Einige Bogen wurden aus Versehen jedoch auf Wasserzeichenpapier gedruckt, woraufhin die Deutsche Bundespost zur Unterbindung einer spekulativen Entwicklung noch einmal 10 Millionen mit Wasserzeichen nachdrucken ließ. | 10               | August                | 31. Dezember 1959 | 10.000.000  | Richard Blank        | 294   |
|              | Europamarken 1958 - Ein großes „E“ und darauf sitzend eine Taube, in Grün | 10               | 13. September         | 31. Dezember 1960 | 100.000.000 | André van der Vossen | 295   |
|              | - Ein großes „E“ und darauf sitzend eine Taube, in Blau | 40               | 13. September         | 31. Dezember 1960 | 27.000.000  | André van der Vossen | 296   |
|              | Helfer der Menschheit, Landwirtschaft - Friedrich Wilhelm Raiffeisen (1818–1888) Sozialreformer und Kommunalbeamter, er gehört zu den Gründern der genossenschaftlichen Bewegung in Deutschland | 7+3              | 1. Oktober            | 31. Dezember 1960 | 6.650.000   | Erich Meerwald       | 297   |
|              | - Sennerin am Butterfass | 10+5             | 1. Oktober            | 31. Dezember 1960 | 9.100.000   | Erich Meerwald       | 298   |
|              | - Winzerin mit Weinrebe | 20+10            | 1. Oktober            | 31. Dezember 1960 | 7.400.000   | Erich Meerwald       | 299   |
|              | - Bauer mit Heugabel | 40+10            | 1. Oktober            | 31. Dezember 1960 | 3.150.000   | Erich Meerwald       | 300   |
|              | 500 Jahre Cusanusstift Das St. Nikolaus-Hospital (Cusanusstift) in Bernkastel-Kues ist eine spätgotische Stiftung des Nikolaus von Kues | 20               | 3. Dezember           | 31. Dezember 1960 | 20.000.000  | Herbert Kern         | 301   |
|              | einzelne Dauermarke motivgleich mit MiNr. 226 von 1955, jedoch geändertes Wasserzeichen | 1                | 26. März              | 31. Dezember 1970 | 3.410.000   | Arthur Schraml       | 285   |